# 제러미 린
제러미 슈하오 린(영어: Jeremy Shu-how Lin), 중국어 이름 린슈하오(중국어 정체자: 林書豪, 병음: Lín Shūháo, 한자음: 임서호, 1988년 8월 23일 ~ )은 미국의 타이완계 미국인 농구선수이다. 그의 아버지는 장화 현 출신이다. NBA 뉴욕 닉스의 포인트 가드로 돌풍을 일으켰다. 제레미 린은 ‘린새니티’라는 전 세계적 센세이션을 일으키며 뉴욕의 연승가도를 이끌었다.
2012년 그는 4년계약 약 250억원에 휴스턴 로키츠 로 이적했다.

## 프로필
현재 토론토 랩터스를 떠나 베이징덕스의 가드로 활약하고 있다. 191cm, 91kg의 린은 NBA 내에서 빠른 스피드와 함께 외곽슛에 강한 모습을 보여주면서 타 팀에 굉장히 위협적인 선수로 알려져 있었다. 또한, 앞서 언급된 강점 이외에도 상대팀 선수로부터 반칙을 유도하는 능력이 화려해 수비하기 어려운 선수로도 평가받고 있다. 19년 10월 베이징덕스 데뷔전부터 40점이라는 폭발적인 득점력을 선보였으며, 현재 그 활약을 이어가고있다.

## 개인 생활
"나는 신에게 굴복했다. 나는 다른 사람들이 고민하는 것과 더 이상 싸우지 않는다"라고 린이 말했다. 린은 복음주의 개신교 신자로, 하버드대 아시아계 미국인 기독교 펠로십의 리더였다. 그는 자신의 NBA에서의 성공이 심리적 압박감 없이 경기에 임한 덕분이라고 했다. 그는 국내외 비영리 단체를 이끌 수 있는 목사가 되기를 희망하고 있으며 소외된 아이들을 돕기 위해 도심 지역사회에서 일하는 것에 대해 이야기했다.
린은 만다린어를 읽고 말하는데 도움이 필요하긴 하지만 만다린어를 이해한다고 말했다. 또한, 그는 조금 읽고 쓸 수 있었다. 그가 2012년 닉스에 입단한 뒤, 하버드대 다니는 동안에 몇 개의 만다린어 수업을 들으며 언어실력을 개선하기 위해 노력했다.
린은 비디오 게임 도타 2의 팬으로 고등학교 2학년 때 처음 'Defense of the Ancients'라는 시리즈를 시작했다. 그는 도타 2를 가족과 친구들이 더 잘 어울리게 도와주는 게임임과 동시에 삶의 방식이라고 말했다. 실제로 린은 2016년, J로 알려진 자신의 프로 도타 2팀을 만들었다.
린은 2016년 10월, 하버드대에 100만 달러를 기부했다.

## 유년기
제레미 슈-하우 린은 1988년 8월 23일 캘리포니아 토런스 출생으로, 캘리포니아 팰로앨토의 한 기독교 가정에서 자랐다.
그의 부모님인 지밍과 셜리는 1970년대 중반에 대만을 떠나 미국으로 이민을 갔고, 둘 다 대학을 다녔던 인디애나로 이사하기 전에 버지니아에 먼저 정착했다. 그들은 대만과 미국 이중국적으로서, 미국 린의 친가는 대만 베이두에서 온 호클로족이며, 그의 외할머니는 1940년대 후반 중국 본토의 핑후에서 대만으로 이민을 갔다
린의 부모는 둘 다 키가 1.68m이다. 외할머니의 가족들은 모두 키가 큰 편 이었다. 아버지는 1.83m가 넘었다. 린에게는 형 조쉬와 남동생 조셉이 있다. 지밍은 그의 아들들에게 지역 YMCA에서 농구를 가르쳤다. 셜리는 린이 활약했던 팔로알토에서 전국 주니어 농구 프로그램을 만드는 것을 도왔다. 그녀는 그의 경기가 학업에 영향을 미치지 않도록 코치들과 함께 일했다. 그녀는 린이 농구만 하도록 내버려두었다는 이유로 친구들에게 비난을 받기도 했다고 한다.